# 辻一三
辻 一三（つじ いちぞう、1903年（明治36年）3月14日 - 1989年（平成元年）9月6日）は、昭和期の日本の政治家で、公選3人目の佐世保市長である。同市名誉市民。

## 概要
広島県安芸郡音戸町(現在の呉市)出身。1925年長崎高等商業学校（現長崎大学経済学部）卒。辻産業、西九州倉庫など会社経営から1958年、佐世保商工会議所会頭、市議会議員及び議長を経て1963年4月の市長選で現職を破り、第17代佐世保市長に就任。以後1979年まで、4期16年に及び市長を務めた。
市長就任2年後の1965年、喉頭がんが発見され手術を受けた。この際に声帯も切除せざるを得ず、前例のない「声なき市長」となる。一時は辞任も検討したが、食道発声法を習得して職務復帰を果たした。ベトナム戦争下に於いて、反対派の住民の抗議を押し切り、現地市長として日本初の米原子力潜水艦（シードラゴン）の寄港や1969年の空母エンタープライズ寄港を受け入れた。エンタープライズ入港の際には学生と機動隊が衝突し騒乱、多くの負傷者を出した（エンタープライズ寄港阻止佐世保闘争事件）。その他、1967年7月水害の復旧、経営危機に陥った佐世保重工業の再建と同所での原子力船むつ改修の受け入れ問題、相次ぐ炭鉱閉山による離職者対策等の市政上での諸問題でも奔走、4期16年を全うして1979年の市長選に出馬せず引退した。
1973年、勲三等旭日中綬章を受章。また民間人初の米国防総省海軍長官表彰、佐世保市名誉市民、日本対ガン協会賞ほか多数の賞を受けた。評論家・草柳大蔵は、1969年の週刊誌の企画「戦後日本の政治家」で、その1位に辻を挙げた。著書に「ガンに勝ったひとびと」、「沈黙の港」、「私の半世紀」などがある。

## 経歴
- 1942年　7月、佐世保市議会議員に初当選。
- 1947年　5月、佐世保市議会議長に就任（〜1948年7月）。
- 1951年　5月、再び市議会議長に就く（〜1955年7月）。
- 1963年　4月30日、第17代佐世保市長に就任。
- 1972年　喉頭がんの克服で対がん協会賞を受賞する。
- 1973年　4月、勲三等旭日中綬章を受章する。
- 1979年　4月29日、4期目の任期満了により市長退任。
- 1980年　10月6日、佐世保市名誉市民表彰。
- 1989年　9月6日、死去。